# Rubus glandisepalus
Rubus glandisepalus es una especie de planta del género Rubus, perteneciente a la familia Rosaceae.

## Taxonomía
Rubus glandisepalus fue descrita por H. E. Weber en 1985.

## Distribución
Se encuentra en el territorio de Alemania.